# Triongulin

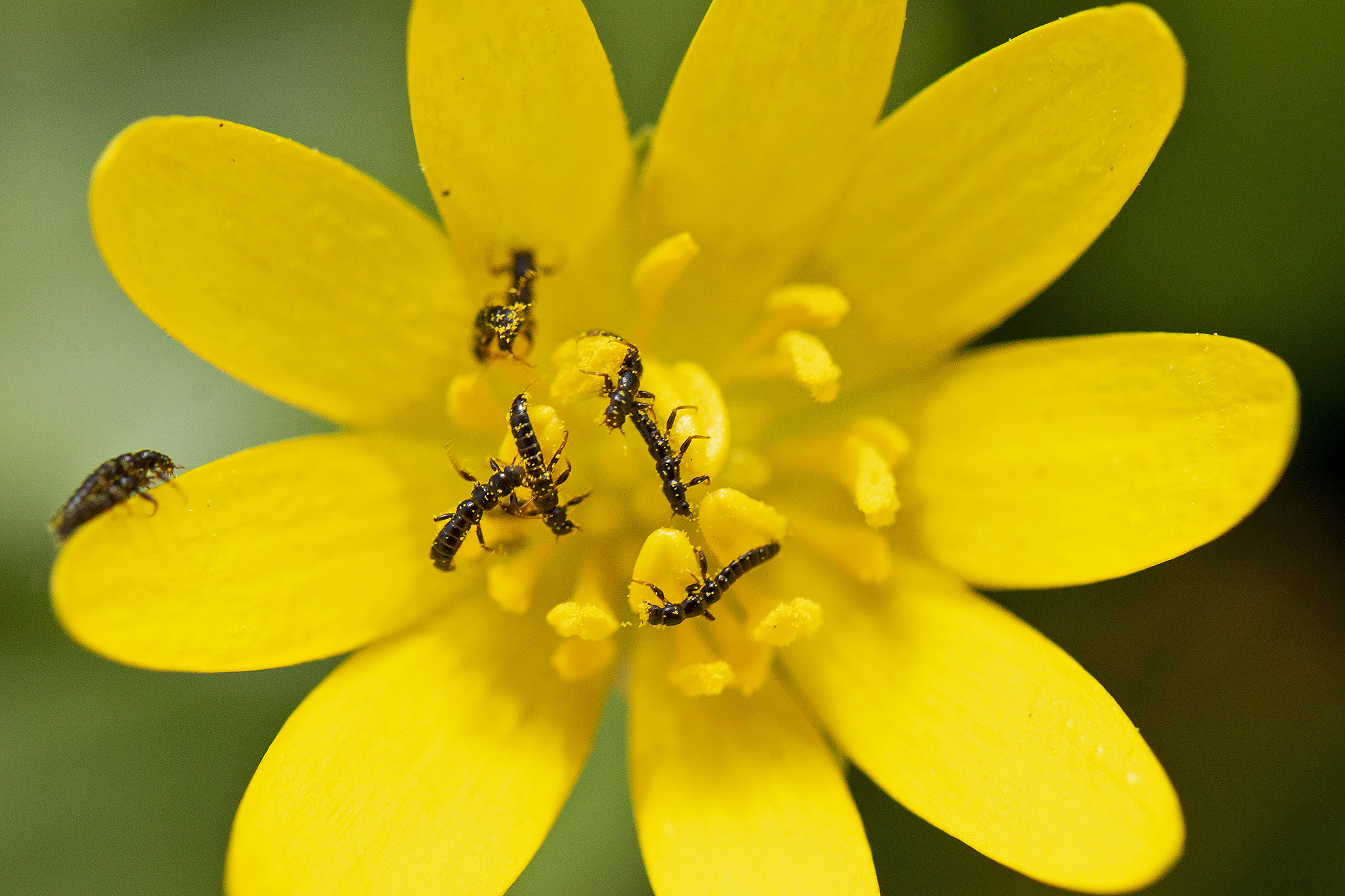
Triongulins de Méloé violet en attente de leur hôte.

Le triongulin est une larve de coléoptères au comportement cleptoparasite ou prédateur. Il s'agit d'une larve de premier stade très mobile et souvent grégaire. On trouve des triongulins chez plusieurs espèces des familles de Meloidae, de Coccinellidae et de Staphylinidae. Le mot « triongulin » provient du latin tri (« trois ») et ungulatus (« qui possède un sabot ») en référence aux tarses des pattes qui portent trois griffes plates en forme de trident.
Une fois leurs œufs éclos, les jeunes larves triongulins attendent sur des fleurs ou d'autres supports attirant leur proie. À l'aide de leurs mandibules et de leurs pattes, ils s'agrippent aux poils d'insectes butineurs tels que des abeilles solitaires. Lorsque ces dernières retournent dans leur nid pour nourrir leurs larves, elles y déposent les triongulins qui se transforment rapidement en larve sédentaire peu mobile se nourrissant des réserves de pain d'abeille, au détriment des larves des abeilles. 
Plusieurs espèces ayant adopté ce type de stratégie ont un comportement adapté et synchronisé à une espèce particulière. Par exemple, les espèces du genre Mylabris sont spécifiques aux Orthoptères, leurs larves prédatrices se développant uniquement dans les oothèques en consommant les œufs. Un certain nombre de triongulins se fixe sur des butineurs non nidifiant (Diptères, Coléoptères, Lépidoptères ou Hyménoptères), si bien qu'ils ne survivront pas. Seule une minorité parvient à maturité, d'où l'abondance d'individus souvent observée.

## Galerie

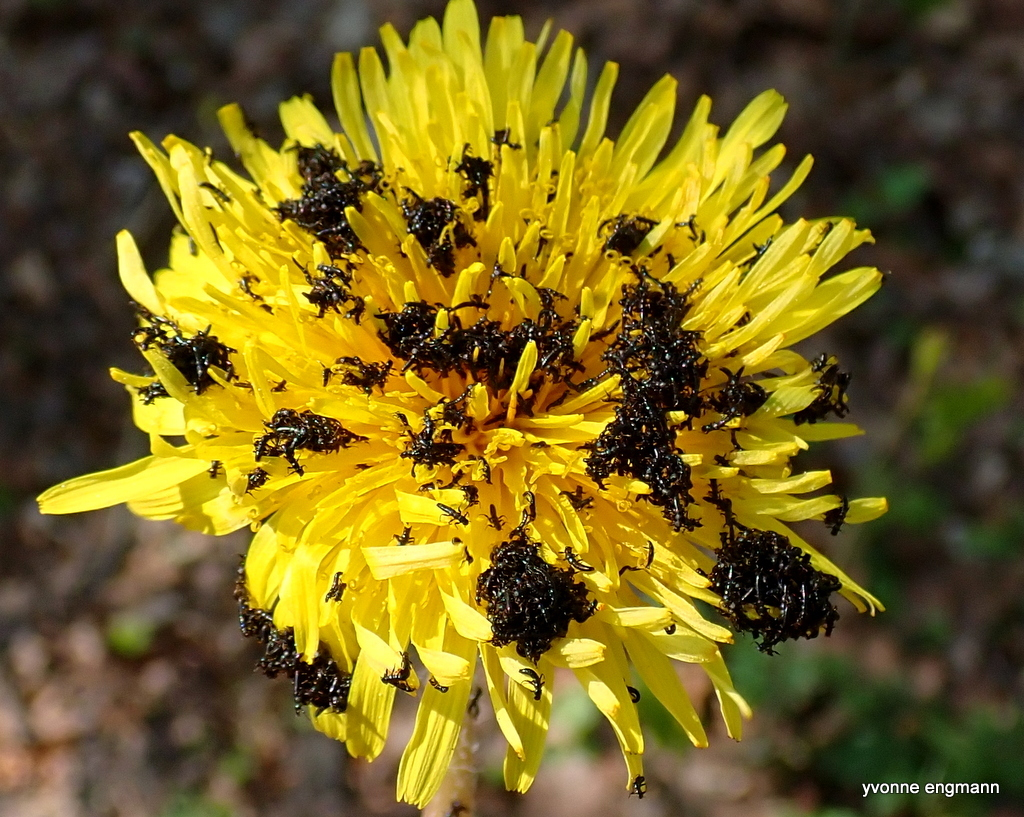
Abondance de triongulins sur le capitule d'un tussilage.
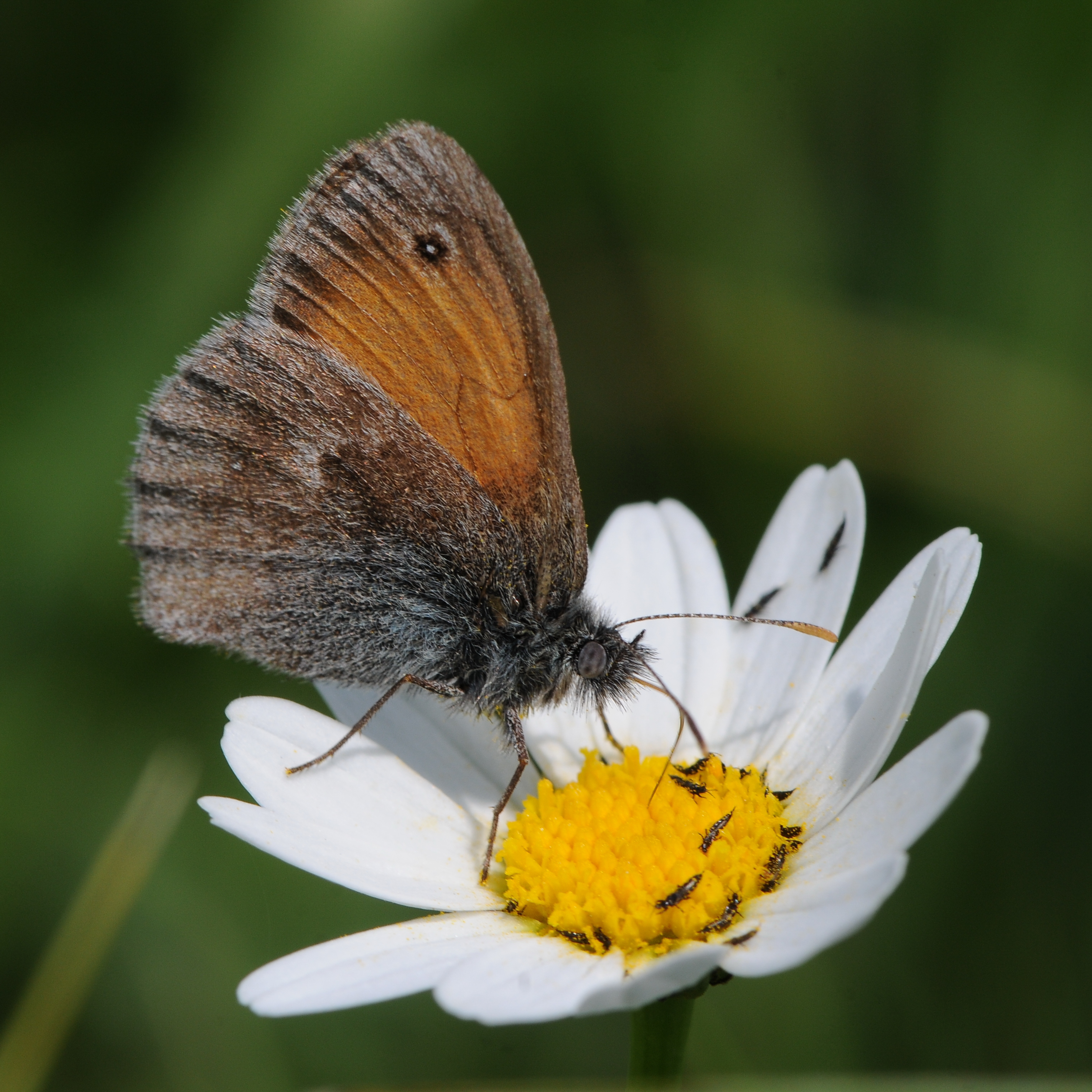
Triongulins en attente de leur proie sur une marguerite.
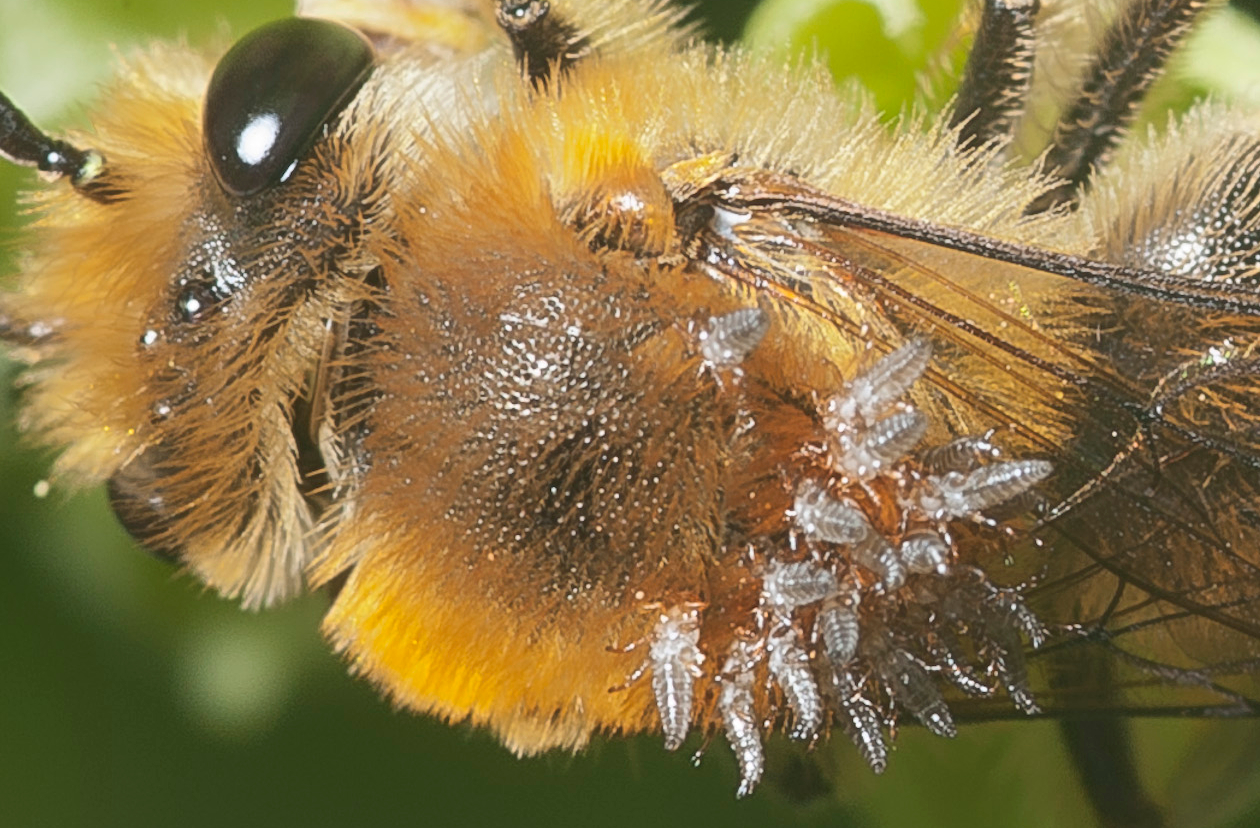
Triongulins de Stenoria analis sur le thorax d'une collète du lierre
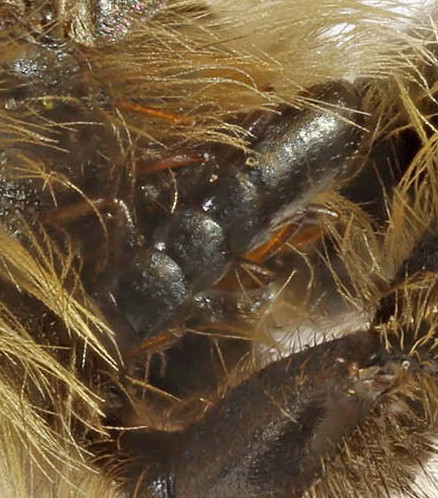
Un triongulin de Méloé violet sur le thorax d’Andrena nigroaenea.
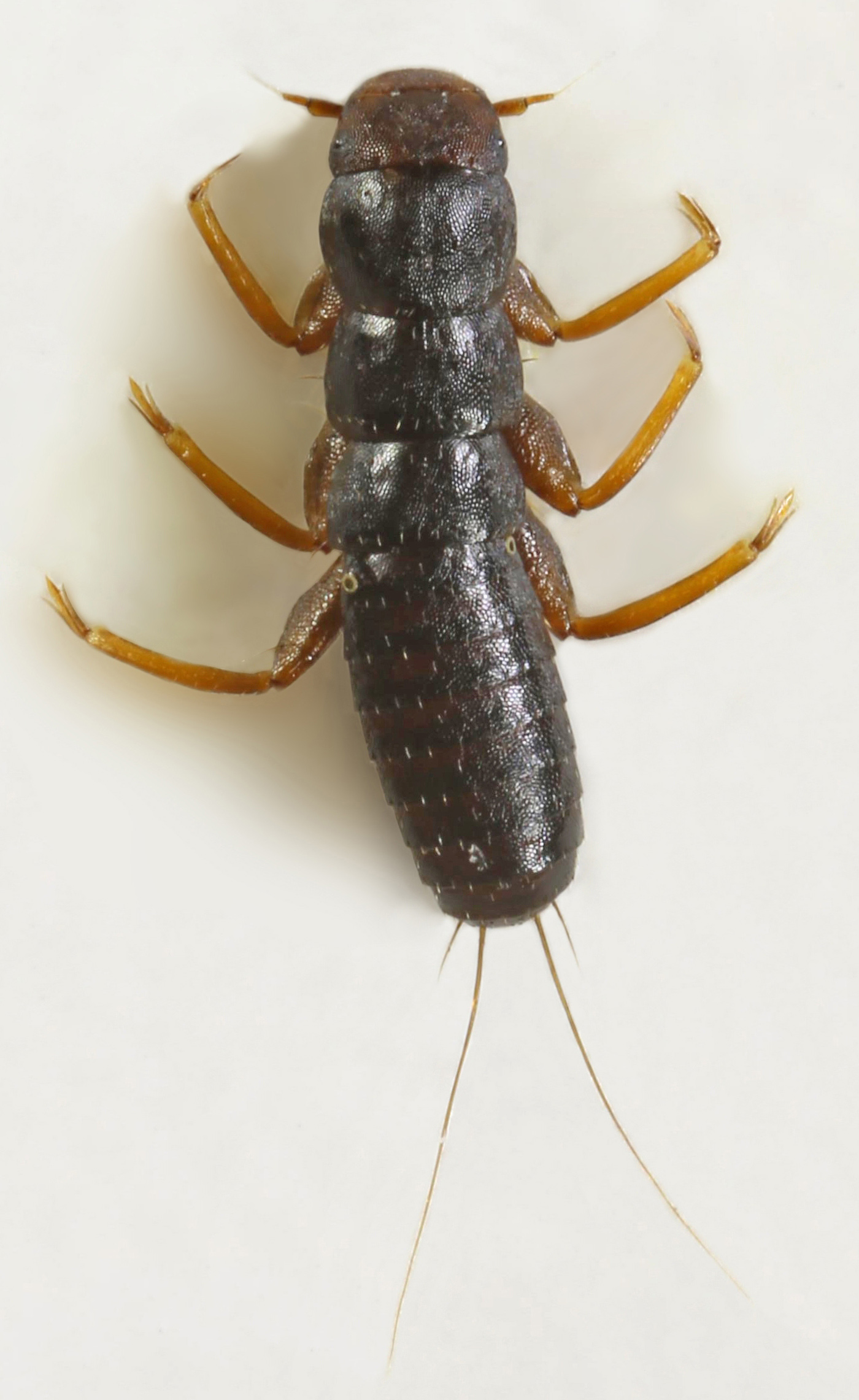
Triongulin de Méloé violet.
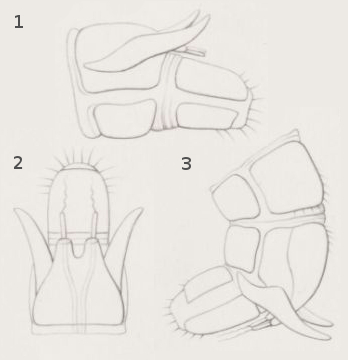
Organe fixateur d'un triongulin cleptoparasite. 1, vue de profil au repos ; 2, vue de dos ; 3, vue de profil en fonction
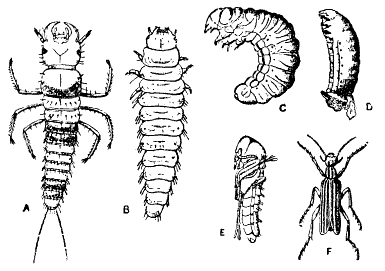
Ensemble des stades de développement d’Epicauta vittata. Le stade triongulin est le premier (A).